# مزرعه رشتی‌ها
مزرعه رشتی‌ها یک منطقهٔ مسکونی در ایران است که در دهستان پیشکوه (تفت) واقع شده‌است.